# Heracles in het seizoen 1954/55
Het seizoen 1954/1955 was het jaar waarin betaald voetbal werd ingevoerd in Nederland. Heracles kwam uit in de Eerste klasse B en eindigde daarin op de 12e plaats. Dit betekende dat de club in het daarop volgende seizoen 1955/1956 uitkwam op het één-na-hoogste voetbalniveau.

## Wedstrijdstatistieken

### Eerste klasse B(afgebroken)
|       | Ajax | Be Quick | DOS   | EDO   | Enschedese Boys | Go Ahead | N.E.C. | Rigtersbleek | Stormvogels | Veendam | De Volewijckers | Zwolsche Boys |
| ----- | ---- | -------- | ----- | ----- | --------------- | -------- | ------ | ------------ | ----------- | ------- | --------------- | ------------- |
| Thuis | –    | –        | 0 – 1 | –     | 4 – 1           | –        | –      | 1 – 4        | 1 – 0       | 1 – 1   | –               | –             |
| Uit   | –    | 1 – 2    | –     | 4 – 4 | –               | –        | –      | –            | –           | –       | 4 – 2           | 2 – 1         |

### Eerste klasse B
|       | ADO   | Brabantia | DWS   | EDO   | Elinkwijk | Fortuna '54 | Heerenveen | Rigtersbleek | Sittardia | Sparta | SVV   | Wageningen | Willem II |
| ----- | ----- | --------- | ----- | ----- | --------- | ----------- | ---------- | ------------ | --------- | ------ | ----- | ---------- | --------- |
| Thuis | 2 – 2 | 2 – 2     | 5 – 1 | 3 – 1 | 4 – 2     | 3 – 2       | 0 – 4      | 5 – 1        | 2 – 2     | 4 – 5  | 3 – 1 | 2 – 4      | 2 – 3     |
| Uit   | 0 – 0 | 4 – 1     | 3 – 1 | 2 – 0 | 2 – 3     | 3 – 1       | 6 – 0      | 1 – 1        | 5 – 3     | 4 – 2  | 3 – 1 | 3 – 4      | 5 – 2     |

## Statistieken Heracles 1954/1955

### Eindstand Heracles in de Nederlandse Eerste klasse B 1954 / 1955
| Stand | Gespeeld | Gewonnen | Gelijk | Verloren | Punten | Doelpunten voor | Doelpunten tegen |
| ----- | -------- | -------- | ------ | -------- | ------ | --------------- | ---------------- |
| 12e   | 26       | 8        | 5      | 13       | 21     | 56              | 71               |

### Eindstand Heracles in de Nederlandse Eerste klasse B 1954 / 1955 (afgebroken)
| Stand | Gespeeld | Gewonnen | Gelijk | Verloren | Punten | Doelpunten voor | Doelpunten tegen |
| ----- | -------- | -------- | ------ | -------- | ------ | --------------- | ---------------- |
| 8e    | 9        | 3        | 2      | 5        | 8      | 16              | 18               |

### Topscorers
| #      | Naam               | Goal |
| ------ | ------------------ | ---- |
| 1.     | Willy Mos          | 19   |
| 2.     | Henk ten Brink     | 9    |
| 3.     | Henk Meijer        | 8    |
| 4.     | Henk de Olde       | 7    |
| 5.     | Herman Vrielink    | 5    |
| 6.     | Jan Kamphuis       | 4    |
| 7.     | Albert Dekkers     | 1    |
| 7.     | Frits van der Elst | 1    |
| 7.     | Benny Haghuis      | 1    |
| 7.     | Gerrit Pezy        | 1    |
| Totaal | Totaal             | 56   |

| #              | Naam               | Goal |
| -------------- | ------------------ | ---- |
| 1.             | Willy Mos          | 4    |
| 2.             | Jack van Hout      | 2    |
| 2.             | Henk Meijer        | 2    |
| 2.             | Henk de Olde       | 2    |
| 2.             | Herman Vrielink    | 2    |
| 6.             | Henk ten Brink     | 1    |
| 6.             | Frits van der Elst | 1    |
| 6.             | Gerrit Pezy        | 1    |
| Eigen doelpunt |                    |      |
| –              | J. Koning (EDO)    | 1    |
| Totaal         | Totaal             | 16   |